# Носовая перегородка
Носова́я перегоро́дка (или перегородка носа) — вертикальная пластинка, разделяющая носовую полость на две половины.

## Структура
Носовая перегородка состоит из двух частей: неподвижной и подвижной. Неподвижная — костная, а подвижная состоит из хрящевой и перепончатой тканей.
Задняя костная часть (pars óssea) — наибольшая. В середине находится хрящевая часть (pars cartilagínea), а спереди — самая маленькая, перепончатая (pars membranácea).